# Informationswirtschaft
Die Informationswirtschaft bzw. Informationsökonomie (englisch "information economy") ist eine Wirtschaftsbranche und zugleich die Lehre bzw. die Wissenschaft von der effizienten Beschaffung, Ordnung, Darstellung, Verbreitung, Präsentation und Speicherung von Informationen. Dabei wird der Mensch mit seinen Informationsbedürfnissen und seinen individuellen Informationsverarbeitungskapazitäten wiederkehrend zum Bezugspunkt der Betrachtungen. Ihm gilt es, mit möglichst ökonomischem Einsatz gerecht zu werden.

## Grundlegendes
Die zentrale Ressource bzw. der zentrale Produktionsfaktor ist die von der physischen Welt unabhängige „Information“. Als immaterielles Wirtschaftsgut ist Information nicht so leicht in die seit Jahrhunderten für materielle Wirtschaftsgüter entwickelten Modelle einzuordnen und ebenso wenig, sie mit den gleichen Methoden und Techniken zu behandeln wie materielle Güter. Wegen ihrer Relevanz für den ökonomischen Erfolg von Unternehmen ist es jedoch notwendig, Unternehmen mit Informationen zu bewirtschaften. Informationen müssen also im Kontext der Informationswirtschaft betrachtet werden. Im Besonderen ist die „betriebliche Informationswirtschaft“ eine typische Querschnittsfunktion in Unternehmen, die alle Leistungs- und Managementbereiche durchdringt.
Im Fokus der Informationswirtschaft stehen deren spezifische immaterielle Wirtschaftsgüter, die Informationsgüter. Informationen können insbesondere zu Objekten des Internethandels werden. Damit werden sie zu gehandelten Waren. Die Preisvorgabe des Anbieters, dessen gewählte Angebotsmenge für ein bestimmtes Informationsgut und die Nachfrage danach, die zusammen mit anderen Faktoren zur Preisbildung und zum Marktwert desselben Gutes führen, sind von diversen Markteinflussgrößen abhängig.
Vertreten wird die Wirtschaftsbranche der Informationswirtschaft in Deutschland vornehmlich durch den Branchenverband „bitkom“.
Mit dem Durchlaufen eines tiefgreifenden sozialen Wandels hin zur digitalen Wissensgesellschaft – einer Weiterentwicklung der Informationsgesellschaft – (mit Cloud-Anwendungen als Wegbereiter des Paradigmenwechsels) kann die Informationswirtschaft in gewisser Näherung als eine bestimmte wirtschaftliche Dimension der vorangehend erwähnten Informationsgesellschaft aufgefasst werden. Ungeachtet dessen wird die Produktion materieller Informationsgüter und der Handel mit ihnen weiterlaufen. Nichtphysische/immaterielle Informationsgüter werden physische/materielle Informationsgüter nur teilweise und in einem insgesamt überschaubaren Rahmen verdrängen können.

## Kurze Historie der Informationswirtschaft
Die ersten Konzepte zur Informationswirtschaft wurden zu einer Zeit entwickelt, als Informationsverarbeitung noch mit Rechnern mit Lochkarten-Ein-/Ausgabe, Telex und Fernsehen auf Basis von Elektronenröhren stattfand. Anfang der 1960er Jahre teilte der Ökonom Fritz Machlup die Informationswirtschaft in fünf Industriegruppen mit jeweils fünf Untergruppen ein:
1. Bildung (Schulen)
2. Kommunikationsmedien (TV)
3. „Informationsmaschinen“ (Musikinstrumente)
4. Informationsdienste (Medizin)
5. andere Informationsdienste (Forschung und Entwicklung)

Die Informationswirtschaft prägt die Gesellschaft in besonderem Maße erst, seit sie das Stadium der Informationsgesellschaft erreicht hat, eine Informationsgesellschaft, die nach Alvin Toffler als dritte Welle der Stadientheorie beschrieben wird. Vorher gab es hauptsächlich eine Informationswirtschaft des Printmediendrucks; seitdem sind digitale Informationsgüter hinzugekommen. Seit geraumer Zeit vollzieht sich ein Übergang von der Informationsgesellschaft in die digitale Wissensgesellschaft; die Gesellschaft befindet sich gegenwärtig im Anbruch der digitalen Wissensgesellschaft. Die erste Welle war die Agrargesellschaft; und die zweite Welle war die Industriegesellschaft (vergl. etwa mit dem Kondratjew-Zyklus).